# Rio Ciocadia
O Rio Ciocadia é um rio da Romênia, afluente do Gilort, localizado no distrito de Gorj.